# Crotalaria valida
Crotalaria valida är en ärtväxtart som beskrevs av John Gilbert Baker. Crotalaria valida ingår i släktet sunnhampor, och familjen ärtväxter. Inga underarter finns listade i Catalogue of Life.